# Pontey
Pontey (pron. fr. AFI: [pɔ̃tɛj] ) è un comune italiano di 781 abitanti della Valle d'Aosta.
È situato sulla destra orografica (envers) della Dora Baltea, a circa 24 chilometri ad est dal capoluogo regionale.

## Geografia fisica

### Territorio
Il comune si trova a un'altitudine di 525 m s.l.m., confina con i comuni di Chambave, Saint-Denis, Châtillon e Champdepraz e culmina con la cima del Mont Ruvic a 2922 m s.l.m.

Nel territorio comunale sono presenti tre corsi d'acqua a regime torrentizio chiamati Molinaz, Eau-Noire ("Éve Née" nel patois locale, che significa "Acqua nera") e Vau.
- Classificazione sismica: zona 4 (sismicità molto bassa)[6]

### Clima
La posizione del paese sulla destra orografica della valle centrale (all'envers) fa sì che esso sia soggetto ad un microclima molto diverso dai paesi siti sulla sinistra orografica,
infatti d'inverno le montagne a cui il paese è addossato mantengono in ombra il paese per due mesi circa dal 20 di novembre al 30 di gennaio, proprio per questo motivo le temperature scendono in maniera molto più decisa e toccano i -10 °C anche di giorno, con punte notturne in anni eccezionali di -30 °C.
Durante l'estate proprio per la sua posizione gode di una maggiore illuminazione solare rispetto ai paesi vicini, e grazie a questo il computo delle ore di sole durante l'anno è in sostanziale parità.
Il paese si trova in zona climatica E (2971 Gradi Giorno) ai sensi però dei contributi regionali per il riscaldamento tutti i comuni valdostani sono valutati come zona climatica F.

## Origini del nome
Il nome probabilmente deriva da ponticulus, nome assegnato dai Romani durante il periodo della loro occupazione.

## Storia

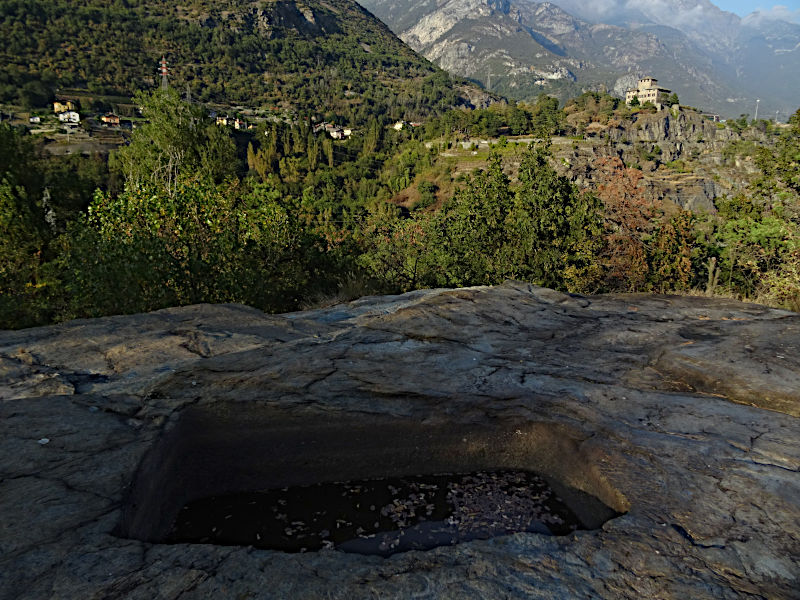
La tomba barbarica di Proley.

Il territorio comunale era già abitato in epoca protostorica, come attesta il ritrovamento di una stele della cultura Seine-Oise-Marne in località Mont Tsailloun (o Tasillon). Un insediamento salasso dell'età del ferro è stato ritrovato sulle pendici della Cime Noire, ai confini con il comune di Chambave.
Una tomba di epoca barbarica è stata rinvenuta in località Proley nel 1963. In patois, è chiamata Artsón di djablo (= "madia del diavolo") ed è ricordata dalla fiaba locale dell'Arca di Proulèi.
Durante l'epoca fascista, Pontey fu accorpato al comune di Castiglione Dora. Il comune è stato ripristinato nel 1946.

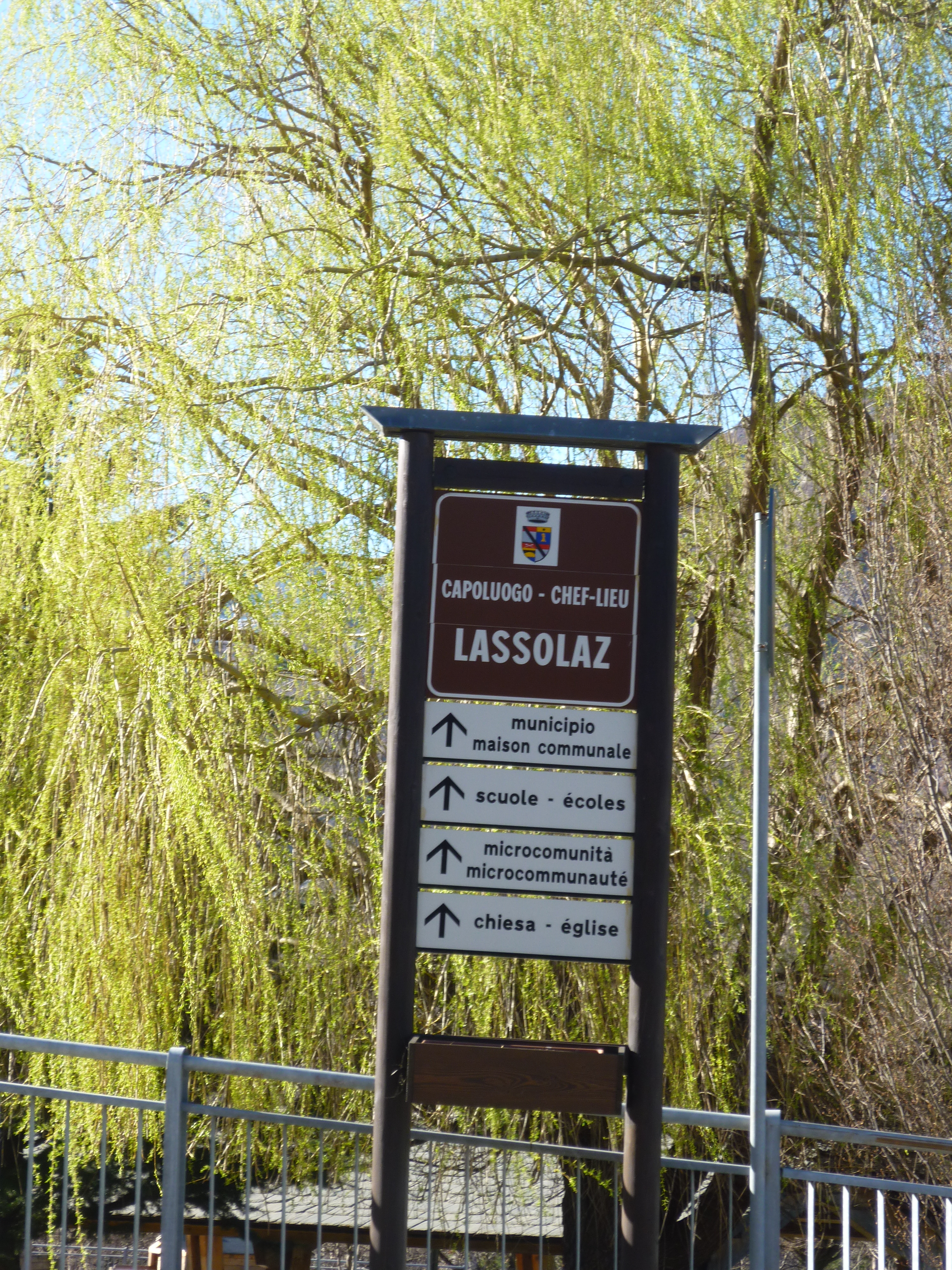
Cartello stradale bilingue (italiano-francese) a Lassolaz (capoluogo).

### Simboli
Lo stemma e il gonfalone sono stati concessi con decreto del presidente della Regione Valle d'Aosta n. 641 del 31 ottobre 2001.
Stemma
Questa è la descrizione dello stemma comunale come riportato nel Bollettino Ufficiale della Regione Autonoma Valle d'Aosta:
Il primo e l'ultimo quarto si riferiscono alla casata degli Challant, che possedettero in maniera continuativa il territorio di Pontey sin dal XIII secolo: nel 1277 il territorio che corrisponde all'attuale circoscrizione comunale di Pontey fu diviso in due parti che spettarono ai Signori di Ussel e Saint-Marcel (ricordati nel primo quarto) e a quelli di Châtillon. Nel 1565 le signorie di Châtillon, Ussel e Saint-Marcel furono cedute al ramo di Fénis, baroni di Châtillon (ricordati nel quarto quarto dello stemma). Il secondo quarto riunisce due elementi araldici distinti: l'emblema del vescovado di Aosta (il riccio di pastorale d'oro in campo azzurro), dal quale dipendeva direttamente la parrocchia di San Martino già nel XII secolo, e una stella a sei punte di nero in campo d'oro, tratta dallo stemma della famiglia svizzera Arbenz, o Arbenson (d'oro, al monte di tre cime, ordinate in fascia, nascente dalla punta e sostenente una marca gentilizia di nero, accostata nel cantone destro della punta da una stella a sei raggi dello stesso).
Il terzo quarto è composto dal ponte, arma parlante del Comune, e dalle chiavi in campo rosso, tratte dallo stemma della famiglia dei nobili Tillier (d’argento al tiglio nodrito sulla campagna erbosa di verde, al capo di rosso caricato da due chiavi nascenti, addossate e passate in decusse, d'argento), un ramo della quale si stabilì a Pontey nel XVII secolo.
Gonfalone
Questa è la descrizione del gonfalone comunale come riportato nel BUR della RAVDA:

## Monumenti e luoghi d'interesse

### Architetture religiose
Riferimenti alla chiesa sono presenti in una bolla papale del 1176 di papa Alessandro III, quale comunità facente parte della diocesi di Aosta.
Sul territorio sono presenti tre edifici ecclesiastici: la chiesa parrocchiale dedicata a san Martino e databile intorno al 1400, la cappella dell'Esaltazione della Santa Croce (un tempo dedicata a san Rocco, sita in frazione Banchet) e la cappella dell'Addolorata (frazione Torin).

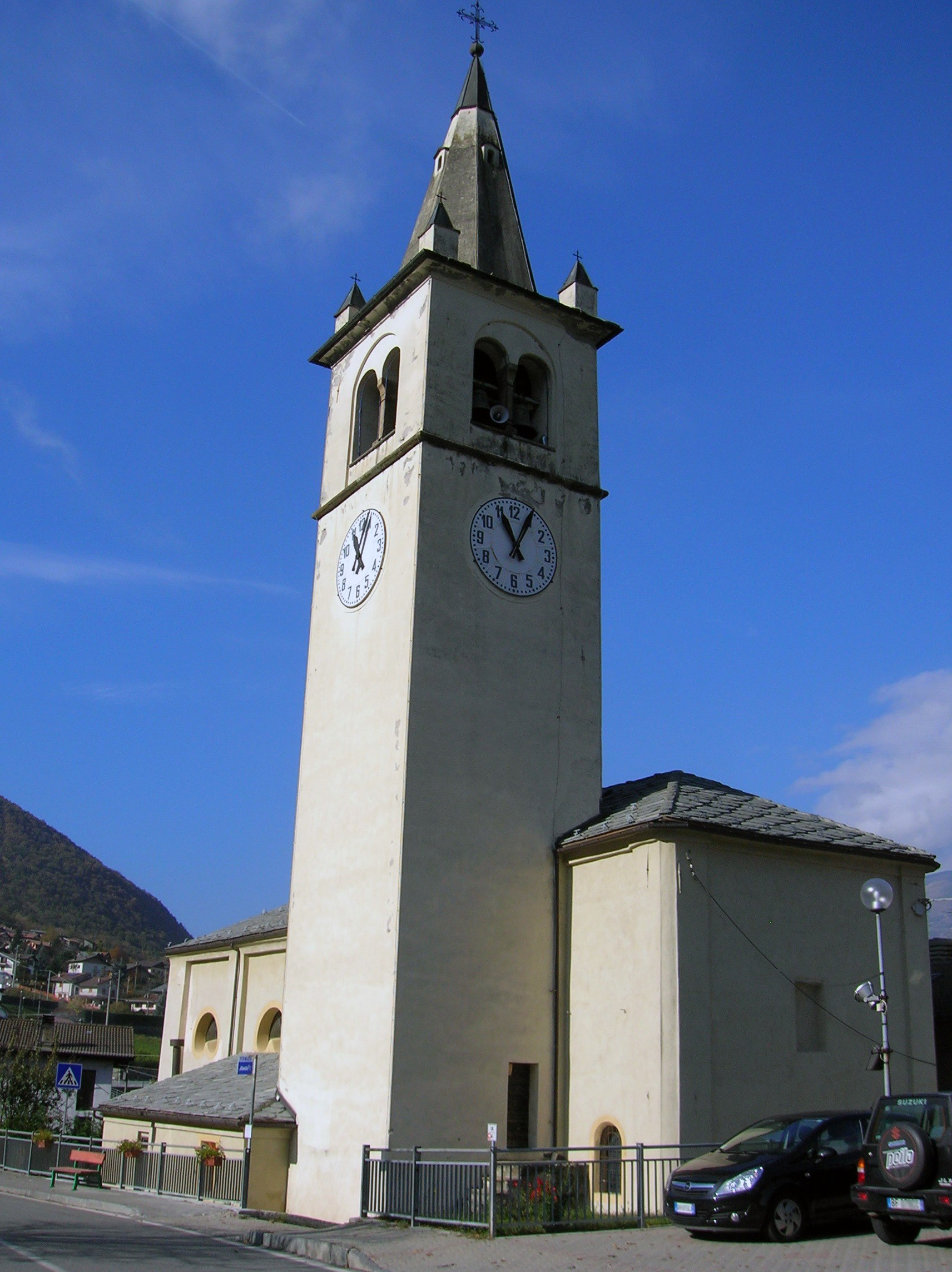
La chiesa parrocchiale di San Martino, a Lassolaz (capoluogo)
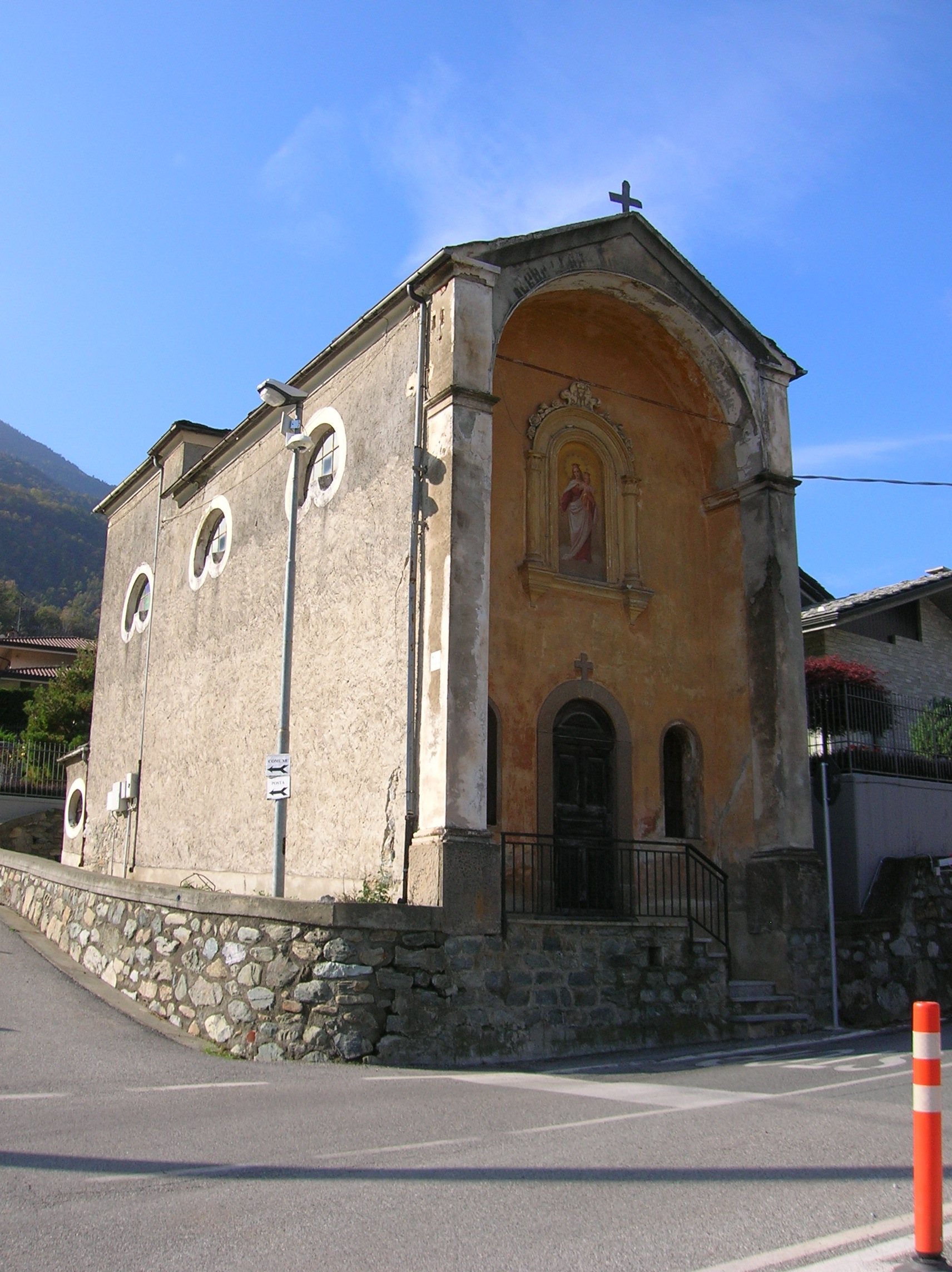
La cappella dell'Esaltazione della Santa Croce

### Architetture civili
In località Plan-Coca si conservano i resti di archeologia industriale de "Le Grand Fourneau", un altoforno a pianta quadrata risalente al XVIII secolo, mentre in località Ussert si trovano i resti delle fonderie Gervasone.
La cava di macine della Valmeriana, nella località omonima ricca di pietra ollare, sulle pendici del mont Barbeston, è oggi dismessa e valorizzata turisticamente dal comune.

### Siti archeologici
- In località Proley si conservano i resti di una tomba barbarica[15].
- Il Villaggio dei Salassi del Clapey di Ghiabiou sulla Cime noire
- L'insediamento protostorico, in località Mont Tsailloun (o Tasillon), al confine con Chambave[7]

## Società

### Evoluzione demografica
Pontey ha avuto un piccolo boom demografico all'inizio degli anni ottanta, con il trasferimento di molte persone dai comuni vicini tanto che da poco meno di 500 abitanti del 1981 si è arrivati ad oggi a oltre 800 abitanti.
Abitanti censiti

### Lingue e dialetti
Come in buona parte della regione, anche in questo comune è diffuso il patois valdostano.

### Servizi Sociali
Nel comune sorge una microcomunità per anziani dedicata all'utenza dell'Unité des Communes valdôtaines Mont-Cervin.

## Cultura

### Istruzione
Il comune ha a disposizione una scuola primaria dedicata a Jean-André Arbenson e una dell'infanzia dedicata a don Laurent-Samuel Henriod.

### Eventi

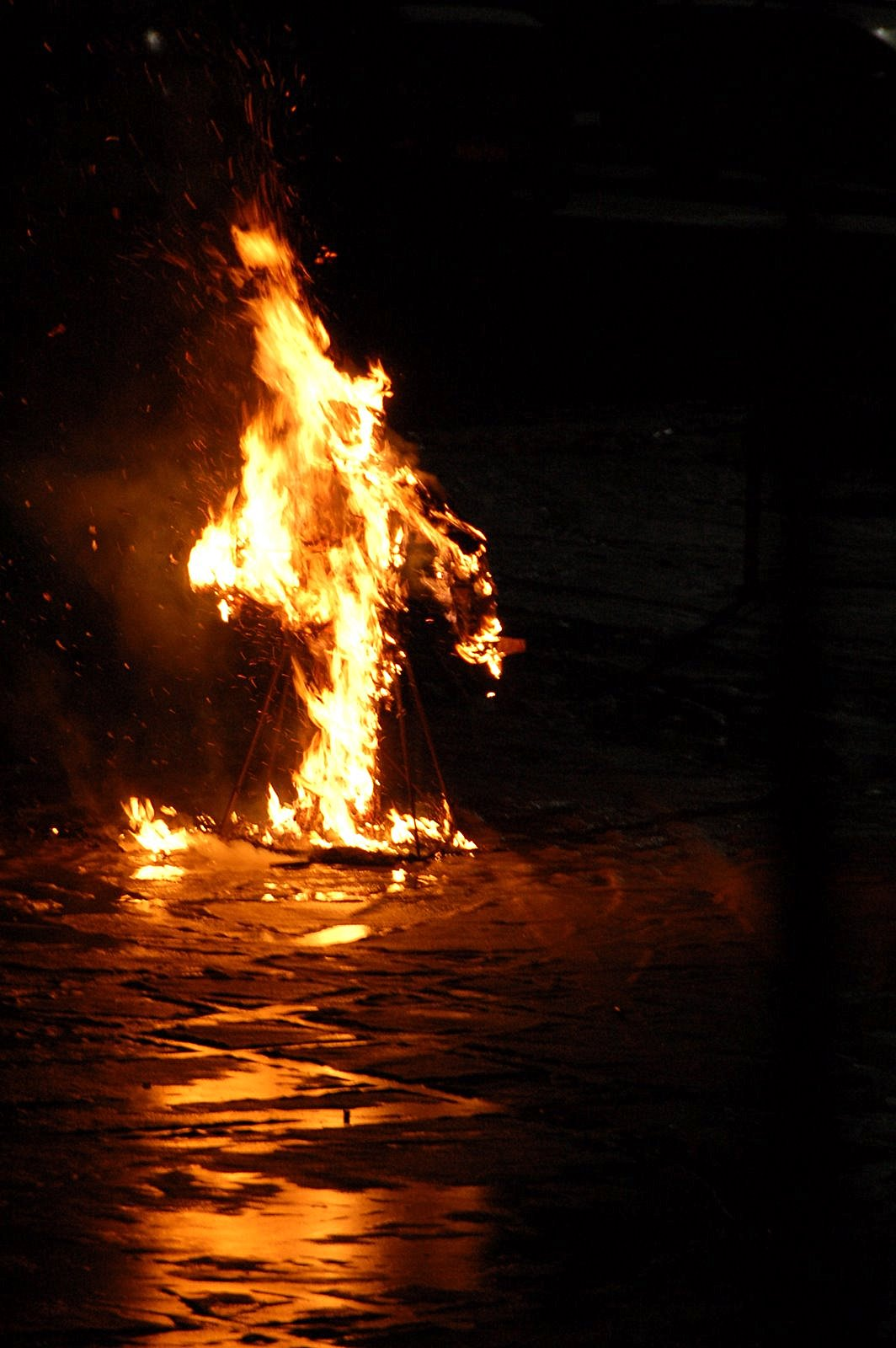
Ferpafrapa al rogo (carnevale 2010)

- Famosa nei dintorni la festa che si teneva a metà agosto chiamata la Sagra del cinghiale che si svolgeva nell'area sportiva sita in località Mesaney, iniziata nel 2000. Al momento è cessata nel 2010.
- Altre importanti ricorrenze per il paese sono il patrono San Martino e il carnevale, durante il quale viene bruciato il pupazzo di Ferpafrapa.

## Economia
Il comune possiede alcune strutture ricettive e diversi locali oltre ad un negozio di alimentari.
Sin dal tempo dei Romani, sulle pendici del mont Barbeston è proseguita l'attività estrattiva di macine da mulino ricavate dalle pietre locali, in roccia eclogitica oceanica (cloritoscisti a granato e cloritoide), macine che vennero esportate per secoli anche fuori dalla Valle d'Aosta. Nei pressi dell'alpe Valmeriana, nel bosco e in piccole caverne, numerosi frammenti di macine sono sparse al suolo e alcuni massi erranti sono scavati o recano incise macine solo abbozzate.
Nel territorio comunale sono ancora in attività alcune cave di serpentino e sono stati installati 2 impianti idroelettrici ad acqua fluente composti da 2 gruppi da 1 MW alimentate dalle acque della Dora Baltea e una piccola centralina idroelettrica di 100 kW alimentata dalle acque dell'Éve Née.
In passato, le fontane locali venivano utilizzate per far macerare la canapa (in francese, per il ruissage du chanvre), mentre sulle pendici veniva coltivata la vite a pergolato, soprattutto il vitigno autoctono Prié.
Nel territorio è attiva una discarica per rifiuti speciali non radioattivi gestita dalla stessa ditta che gestisce la discarica regionale di Brissogne.
Inoltre sono attive una società che si occupa di distribuzione di Gas GPL per il riscaldamento, una di distribuzione bevande e una di costruzioni oltre a varie piccole imprese artigiane.

## Infrastrutture e trasporti

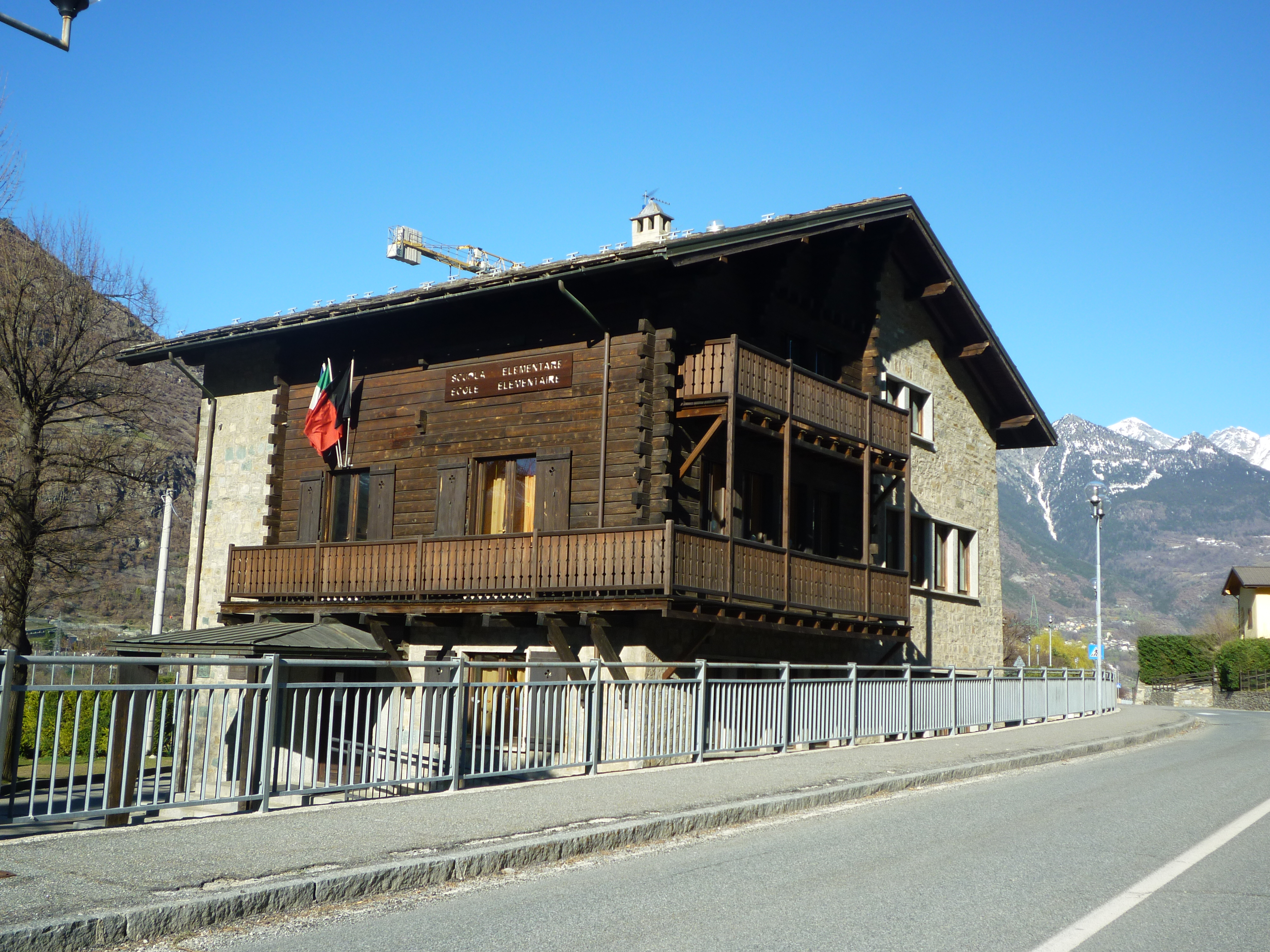
La scuola elementare

### Strade
L'asse viario del comune è costituito dalla Strada Regionale 10 (SR10) che permette l'attraversamento del comune da est a ovest fino al bivio tra i villaggi di Banchet e Valérod, situato all'altezza della cappella dell'Esaltazione della Santa Croce.
Diverse strade comunali facilitano poi la comunicazione interna.
Il comune è collegato con i comuni limitrofi tramite due ponti sulla Dora Baltea lungo la SR10: uno lo collega con la SS26 (Torino - La Thuile), e l'altro con l'abitato di Châtillon passando vicino alla stazione ferroviaria di Châtillon.
Lungo la strada che dalla località Lezin porta alla località Crétaz-Boson (lungo la Dora Baltea) è ancora visibile il vecchio ponte non più transitabile, neppure a piedi, ma comunque caratteristico.

#### Come raggiungere Pontey
Pontey è raggiungibile tramite la SS26, prendendo il bivio per la strada regionale 10, oppure dal comune di Châtillon, scendendo lungo rue de la gare e proseguendo dritto dopo la deviazione per Ussel.

### Mobilità urbana
Il comune è inoltre servito da un servizio di pullman gestito dalla società SAVDA.
Non è presente la ferrovia anche se è facilmente raggiungibile nel vicino comune di Châtillon.

## Amministrazione

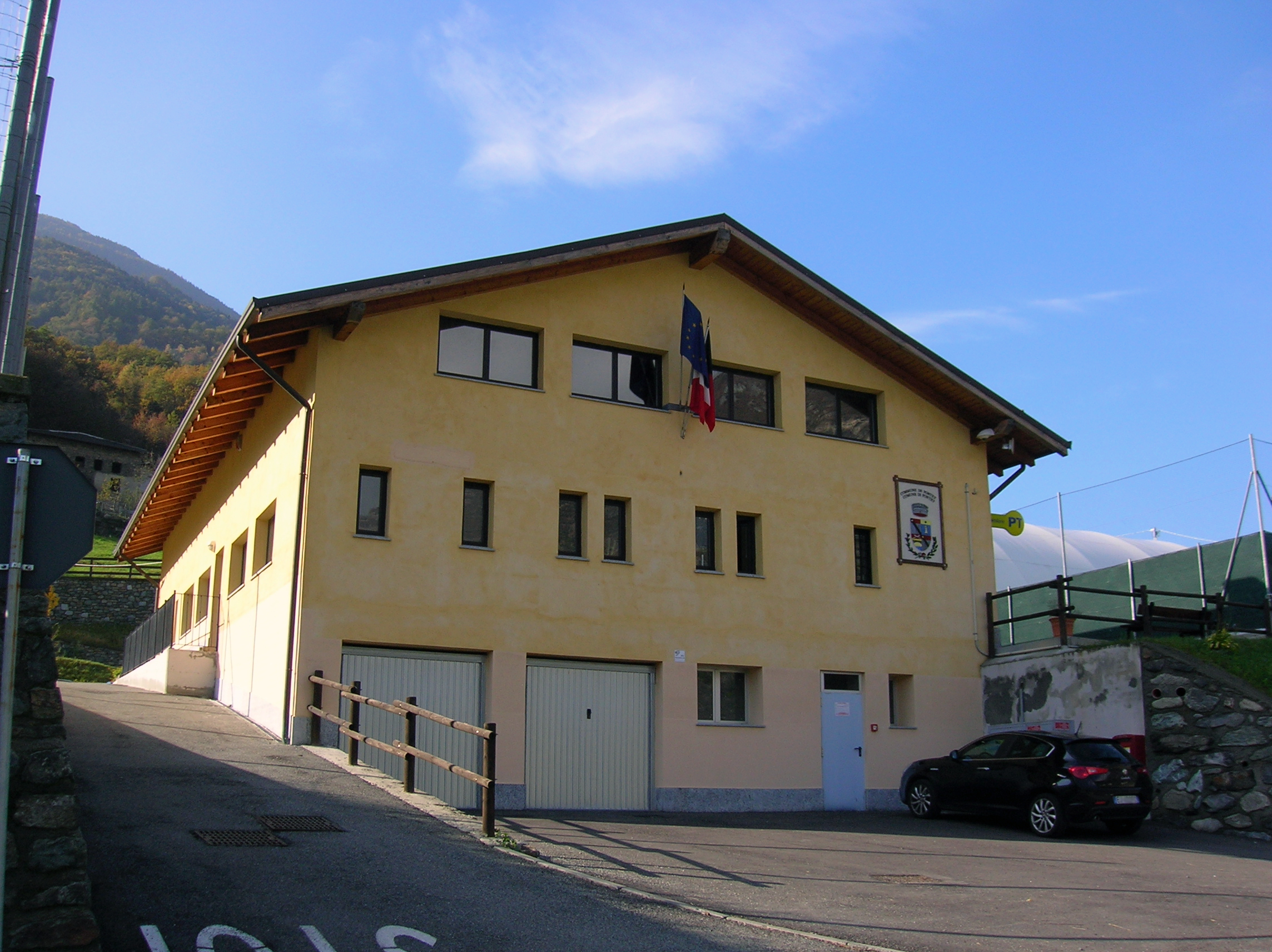
Il municipio provvisorio durante i lavori di ammodernamento del vecchio.

Fa parte dell'Unité des Communes valdôtaines Mont-Cervin.
Di seguito è presentata una tabella relativa alle amministrazioni che si sono succedute in questo comune.
| Periodo           | Periodo           | Primo cittadino   | Partito                               | Carica  | Note   |
| ----------------- | ----------------- | ----------------- | ------------------------------------- | ------- | ------ |
| 26 giugno 1985    | 11 giugno 1990    | Francesco Verthuy | Autonomistes Démocrates Progressistes | Sindaco | [ 20 ] |
| 11 giugno 1990    | 30 dicembre 1993  | Francesco Verthuy | Autonomistes Démocrates Progressistes | Sindaco | [ 20 ] |
| 30 dicembre 1993  | 29 maggio 1995    | Dario Bich        | Autonomistes Démocrates Progressistes | Sindaco | [ 20 ] |
| 29 maggio 1995    | 8 maggio 2000     | Dario Bich        | Union Valdôtaine                      | Sindaco | [ 20 ] |
| 8 maggio 2000     | 9 maggio 2005     | Dario Bich        | lista civica                          | Sindaco | [ 20 ] |
| 9 maggio 2005     | 25 maggio 2010    | Rudy Tillier      | lista civica                          | Sindaco | [ 20 ] |
| 24 maggio 2010    | 11 maggio 2015    | Rudy Tillier      | lista civica                          | Sindaco | [ 20 ] |
| 3 giugno 2015     | 20 settembre 2020 | Rudy Tillier      | lista civica                          | Sindaco | [ 20 ] |
| 23 settembre 2020 | In carica         | Leo Martinet      | lista civica                          | Sindaco | [ 20 ] |

## Sport
In questo comune si gioca a palet (è presente un'associazione comunale), caratteristico sport tradizionale valdostano.
Almeno una volta l'anno si svolgono gare di ciclocross e le eliminatorie delle batailles de reines.

### Impianti sportivi
Il comune dispone di un'area sportiva polifunzionale aperta in data 3 maggio 2010, per la pratica del Calcio a 5, pallavolo, tennis e mountain bike. Nel territorio comunale si trova anche una palestra di roccia.